# Gonzalo Menendez
Gonzalo Menendez (Miami, 8 novembre 1971) è un attore statunitense.
È conosciuto per aver interpretato Clavo Cruz nella serie televisiva CSI: Miami.

## Filmografia parziale

### Cinema
- The Disappearance of Garcia Lorca, regia di Marcos Zurinaga (1997)
- Blow, regia di Ted Demme (2001)
- The Island, regia di Michael Bay (2005)
- Il caso Thomas Crawford, regia di Gregory Hoblit (2007)
- I Fantastici 4 e Silver Surfer, regia di Tim Story (2007)
- 12 Round (12 Rounds), regia di Renny Harling (2009)
- Act of Valor, regia di Mike McCoy e Scott Waugh (2012)
- Il cavaliere oscuro - Il ritorno (The Dark Knight Rises), regia di Christopher Nolan (2012)
- Le belve (Savages), regia di Oliver Stone (2012)
- Superfast & Superfurious (Superfast!), regia di Jason Friedberg e Aaron Seltzer (2015)
- Spectral, regia di Nic Mathieu (2016)
- Castello di sabbia (Sand Castle), regia di Fernando Coimbra (2017)

### Televisione
- CSI - Scena del crimine (CSI: Crime Scene Investigation) - serie TV (2000-2015)
- Cold Case - Delitti irrisolti (Cold Case) – serie TV, episodio 3x15 (2006)
- Zoo - serie TV (2015-2017)
- Castle - serie TV, episodio 8x16 (2016)

## Doppiatori italiani
Nelle versioni in italiano delle opere in cui ha recitato, Gonzalo Menendez è stato doppiato da:
- Massimo Bitossi in CSI: NY, Dr. House - Medical Division, Breaking Bad (ep. 4x13), Bosch: L'eredità
- Loris Loddi in Criminal Minds (ep. 1x08), Cold Case - Delitti irrisolti
- Riccardo Rossi in CSI: Miami
- Massimo De Ambrosis in Criminal Minds (ep. 2x20)
- Franco Mannella in Burn Notice - Duro a morire
- Daniele Valenti ne Il caso Thomas Crawford
- Sergio Lucchetti in The Mentalist
- Riccardo Niseem Onorato in 12 Round
- Diego Suarez in The Closer
- Alessandro Quarta in Act of Valor
- Alessandro Ballico in Perception
- Francesco Prando in Superfast & Superfurious
- Guido Di Naccio in Zoo
- Riccardo Scarafoni in Spectral
- Alessandro Messina in CSI - Scena del crimine
- Fabrizio Picconi in Bones
- Roberto Certomà in Breaking Bad (ep. 5x10-11)
- Fabrizio Bucci in Code Black
- Fabrizio Russotto in Lucifer
- Francesco De Francesco in Castle
- Andrea Moretti in Colony (ep. 1x01, 1x05-06)
- Gianluca Cortesi in Colony (ep. 1x08-10)
- Gianluca Machelli in Hawaii Five-0
- Alberto Bognanni in The Good Doctor